# 李铸晋
李铸晋，(1920年—2014年)。是一位中国艺术史家。

## 生平
1920年生于广东。1943年毕业于金陵大学（1952年并于南京大学），获文学士学位。后入美国爱荷华大学，1949获硕士学位，1955年获博士学位，曾任教于奥勃伦学院，印第安那大学，爱荷华大学，香港中文大学，台湾大学，及匹兹堡大学，并在堪萨斯大学任教二十余年，任堪萨斯大学艺术系主任六年，1990年退休，现任穆菲讲座名誉教授。著作甚丰。